# Udayamperoor
Udayamperoor (Diamper) – miejscowość około 5 km na południe od Thripunithura, dzielnicy miasta Koczin-Ernakulum w Kerala w Indiach. Miejscowość znajduje się przy drodze nr 15 z Ernakulam do Poothota. 
W miejscowości tej w XVI w. miał miejsce Synod w Diamper,  bardzo ważne wydarzenie w historii chrześcijan w Kerali, zwanych chrześcijanami św. Tomasza. Na miejscu Synodu znajduje się Kościół synodalny należący do Syromalabarskiej katolickiej archieparchii Ernakulam-Angamaly.